# Petschora
Petschora (russisch Печо́ра, Komi Печӧра, wiss. Transliteration Pečöra) ist eine Stadt mit 43.105 Einwohnern (Stand 14. Oktober 2010) in der Republik Komi im Norden Russlands. Sie liegt am rechten Ufer des gleichnamigen Flusses, 588 Kilometer nordöstlich der Republikhauptstadt Syktywkar, und ist Hauptort des gleichnamigen Rajons.
Die nächstgelegene Stadt ist Ussinsk rund 100 km von Petschora entfernt.

## Geschichte
Der Ort entstand in den Jahren 1937–1942 mit dem Bau der als Petschora-Eisenbahn bekannten Eisenbahnlinie, die unter anderem während der Leningrader Blockade im Zweiten Weltkrieg als wichtiger Nachschubweg genutzt werden konnte. Beim Bau der Strecke, die Ende der 1940er Jahre bis nach Workuta verlängert wurde, kamen mehrere Zehntausend Gulag-Häftlinge als Zwangsarbeiter zum Einsatz.
Ab 1941 wurden nahe der neu errichteten Eisenbahnstation sowie des Binnenhafens an der Petschora Arbeitersiedlungen angelegt, die 1949 offiziell zur Stadt Petschora vereinigt wurden. Das Hydronym Petschora wird Samojedischen Sprachen zugeschrieben und bedeutet dort „Waldmenschen“.
Noch bis zu dessen Auflösung 1959 befand sich in Petschora die Verwaltung des Arbeitslagers Petschorski, das zum Gulag-System gehörte.

### Bevölkerungsentwicklung
| Jahr | Einwohner |
| ---- | --------- |
| 1959 | 30.586    |
| 1970 | 37.803    |
| 1979 | 56.361    |
| 1989 | 64.746    |
| 2002 | 48.700    |
| 2010 | 43.105    |

Anmerkung: Volkszählungsdaten

## Wirtschaft und Verkehr

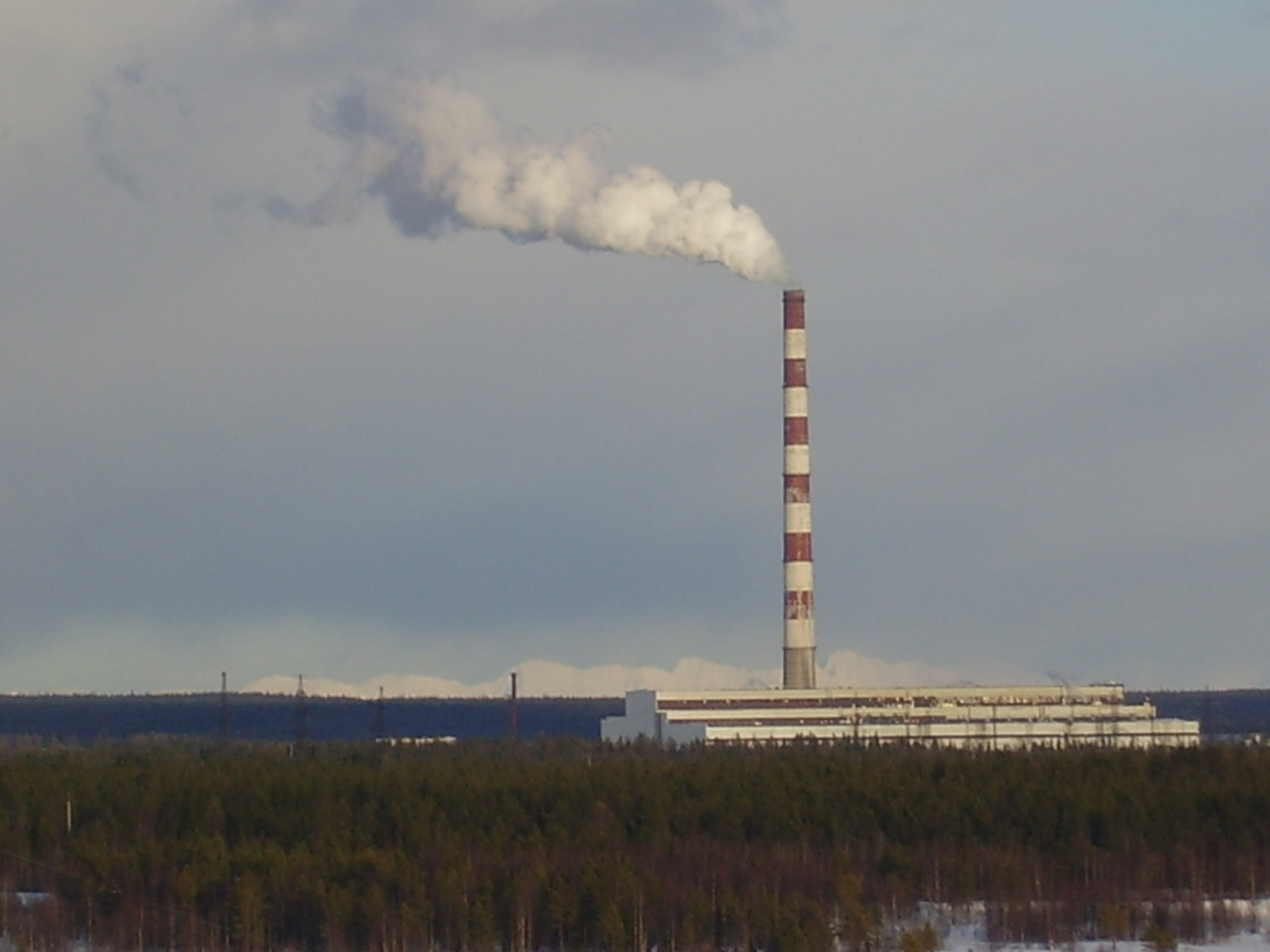
Heizkraftwerk Petschora

Petschora ist ein regional wichtiger Knotenpunkt für den Frachtverkehr. Unter anderem wird hier Steinkohle von den Schienen auf den Fluss verladen. Neben dem Binnenhafen existiert hier eine Schiffswerft. Ein wichtiger Betrieb in Petschora ist ein Heizkraftwerk, das zum Energieunternehmen OGK-3 gehört. Außerdem wird rund um Petschora Erdöl gefördert und per Pipeline nach Jaroslawl transportiert.
Der Bahnhof der Stadt ist neben dem Hafen ein weiterer wichtiger Güterumschlagsplatz, von dem aber auch Personenverbindungen in andere Regionen Russlands bestehen. Außerdem gibt es in der Stadt einen Regionalflughafen.

## Klima
- Jahresdurchschnitt Windgeschwindigkeit: 3,7 m/s
- Jahresdurchschnitt Luftfeuchtigkeit: 77 %

|                        | Jan | Feb | Mär | Apr | Mai | Jun | Jul | Aug | Sep | Okt | Nov | Dez |   |      |
| Mittl. Temperatur (°C) | −20 | −17 | −9  | −3  | 3   | 11  | 16  | 12  | 6   | −2  | −10 | −16 | ⌀ | −2,3 |
| Mittl. Tagesmax. (°C)  | −15 | −13 | −5  | −3  | 9   | 17  | 21  | 17  | 10  | 1   | −7  | −12 | ⌀ | 1,7  |
| Mittl. Tagesmin. (°C)  | −23 | −22 | −16 | −8  | −1  | 7   | 11  | 8   | 3   | −4  | −14 | −20 | ⌀ | −6,5 |
|                        |     |     |     |     |     |     |     |     |     |     |     |     |   |      |
| Niederschlag (mm)      | 39  | 32  | 31  | 32  | 37  | 48  | 60  | 77  | 65  | 60  | 53  | 48  | Σ | 582  |

| −23 |

| −22 |

| −16 |

| −8 |

| −1 |

| 7 |

| 11 |

| 8 |

| 3 |

| −4 |

| −14 |

| −20 |

| −23 |

| −22 |

| −16 |

| −8 |

| −1 |

| 7 |

| 11 |

| 8 |

| 3 |

| −4 |

| −14 |

| −20 |

| N i e d e r s c h l a g | 39  | 32  | 31  | 32  | 37  | 48  | 60  | 77  | 65  | 60  | 53  | 48  |
|                         | Jan | Feb | Mär | Apr | Mai | Jun | Jul | Aug | Sep | Okt | Nov | Dez |